# سيد زكريا خليل
العريف سيد زكريا خليل (1949 - 4 أكتوبر 1973) هو عسكري مصري، الجسور الذي حاصرته إسرائيل بكتيبه من الكوماندوز في ليل رمضان، كي تتمكن من قتله، إنه الفتى المجهول الذي لم يعلم عن قصة بطولته أحد إلا بعد مضي 23 عاماً من رحيله. الفرعون المصري الذي كبد الأعداء تدمير 3 دبابات، وتمكن من قتل 32 إسرائيلي وكان يرى بنور الله في جنح الظلام أسد سيناء ابن الثالثة والعشرين، الذي حارب صائما تحت أشعة الشمس الحارقة وفي جوف الصحراء والرمال المتقدة، تاج راس الرجولة، الابن البار لأمه مصر الذي ظل صامدا شامخا في ساحة القتال لم يتقهقر خوفا ولا يتقدم بالاستسلام، حتى لقى ربه، وأجبر قاتله اليهودي على احترامه ودفنه، وإطلاق 21 طلقة في الهواء إجلالا وتعظيما لشجاعته وبسالته، إنه ابن مصر العزيز.

## حياته ونشاته
ولد سيد زكريا خليل بأحد قري صعيد مصر، قرية البياضية بحضن الجبل ضواحى مدينة الأقصر. مواليد عام 1949م . واكب وهو شاب صغير نكسة 1967 وحزن حزناً جماً مثله مثل باقى أبناء شعب مصر العظيم , ومن منظوره الضيق للأمور أبدى دهشته لأخيه الأكبر محمود .. كيف لهذا الكيان الصهيونى تكون له الغلبة على هذه الأمة العريقة بتاريخها وأمكانياتها … لم يكن يعلم أن إسرائيل ما هى إلا مخلب قط للأستعمار البغيض.. ولم تهدأ نفسه إلا عندما أصر في نفسه ضرورة الأخذ بالثأر. وكان من سلاح المظلات المصري، أحد شهداء حرب أكتوبر 1973، استطاع وحده إيقاف كتيبة كاملة من الجيش الإسرائيلي بعد استشهاد باقي فصيلته في حرب 1973.
كان في عداد المفقودين في حرب أكتوبر 73، ظلت في طي الكتمان طوال 23 سنة، حتى اعترف بها جندي إسرائيلي شارك في الحرب، و ذلك في حفل للدبلوماسيين شمل العديد من سفراء البلاد بما فيهم السفير الإسرائيلي، و قدم متعلقاته التي احتفظ بها طوال هذه الفترة إلى السفيرة المصرية في ذلك الوقت، و نقلت وكالات الأنباء العالمية قصه هذا الشهيد و أطلقت عليه لقب (أسد سيناء).

## بطولته
قصته فيرويها قاتله عام 1996، عندما قرر أن يحضر احتفالات مصر بعيدها القومي لتحرير سيناء بعد مرور 23 عاماً على انتصارات أكتوبر 1973، وأثناء تواجد السفير المصري تقدم رجل أعمال يهودي يعيش في ألمانيا وطلب مقابلة السفير لأمر هام، وعندما تمت المقابلة قدم رجل الأعمال نفسه بأنه كان محاربا إسرائيليا في حرب 1973، وأخرج من حقيبته سترة قديمة للمجند سيد زكريا وخطابا لم يسعفه القدر أن يوصله لأهله. وقال المحارب اليهودي إن البطل سيد زكريا تسبب في تدمير 3 دبابات وقتل طاقمهم المكون من 12 جندياً، ثم قضى على سرية مظلات بها 22 جندياً.
واستطرد الرجل في الحديث قائلاً: قام المجند سيد وأحد زملاؤه بالاشتباك مع مجندين إسرائيليين يحرسون 3 دبابات، فقضوا عليهم ثم قاما المجندين بإطلاق النار على طاقم الدبابة المكون من 12 جندياً حتى قتلوهم جميعا، مما جعل القوات الإسرائيلية ترسل طائرة مظلات فقام المجند البطل بإصابة الطائرة بقذيفة موجهة جعلت الجنود يقفزون واحداً تلو الآخر والمجند يلتقطهم بالرصاص، حتى أسقطهم جميعاً صرعى.
  بعدها أرسل الجيش الإسرائيلي كتيبة صاعقة مكونة من 100 جندي وطائرة هيلوكوبتر لمحاصرة المجموعة المتبقية من المصريين، وأرسلوا نداءات للاستسلام لكن قائد المجموعة وقتها رفض التسليم فاستشهد وباقي مجموعته، وبقى على قيد الحياة سيد زكريا ومجند آخر. ظل المجندان يقاتلان حتى استشهد احدهم وبقى سيد يحارب وحده ليلا حتى ظن الأعداء أنهم أمام كتيبة كاملة، بعدها تسلل جندي إسرائيلي لسيد من الخلف وأطلق على ظهره دفعة من الرصاص فأوقعه شهيدا.
  حينها لم يصدق أنه انتصر على ذلك البطل الملحمة وتساءل بينه وبين نفسه ما كل هذه البطولة، بعدها احتفظ بمتعلقات الجندي الجسور، وقام بدفنه إكراما لشجاعته ثم اطلق في الهواء 21 طلقة كتحية عسكرية تضرب لكبار العسكريين المقاتلين، وبعد مرور أعوام من الاحتفالات شعر المجند اليهودي الذي أصبح رجل اعمال في ألمانيا بالتقصير في حق هذا البطل ودفن حكايته رغم بسالتها، فقرر أن يذهب لمقابلة السفير المصري ويسلمه متعلقات البطل المصري ويطلب منه تكريم ذكراه وعندما علمت وسائل الإعلام العربية والأوروبية

## تكرمه
- كرمته مصر بعد اكتشاف قصته، وأطلق اسمه على أحد شوارع حي مصر الجديدة.
- منحه الرئيس مبارك نوط الشجاعة من الدرجة الأولى.
- منحه الرئيس مبارك وسام نجمة سيناء وهو أعلى وسام عسكري بالقوات المسلحة لمن يؤدي أعمالا خارقة في القتال المباشر مع الأعداء علي مسرح الحرب.
- إنشاء فيلم أسد سيناء، يروي الفيلم قصة البطل ويتحدث عن بطولته.[8]